# George Cawkwell
George Cawkwell (25 octobre 1919 à Auckland en Nouvelle-Zélande-18 février 2019 à Oxford au Royaume-Uni) est un historien et érudit néo-zélandais. 
Ancien international écossais de rugby à XV, il a rédigé plusieurs livres sur la Grèce antique.

## Biographie
George Cawkwell naît le 25 octobre 1919 à Auckland en Nouvelle-Zélande.
Il a fréquenté l'université d'Auckland à partir de 1938, obtenant un baccalauréat et une maîtrise. Il rejoignit l'armée en 1942 pendant la Seconde Guerre mondiale et combattit avec l'infanterie fidjienne lors de la campagne des îles Salomon en 1944.
Pendant presque toute sa vie, Cawkwell fut un Fellow et un Praelector en histoire ancienne du University College d'Oxford. Il a été membre de 1949 à 1987, puis est devenu membre émérite. Il est l'auteur de plusieurs livres sur l'histoire ancienne. Ses étudiants comprenaient les érudits classiques Ernst Badian et Raphael Sealey. Il a remporté le prix Runciman en 1998 pour son livre Thucydide et la guerre du Péloponnèse.
Cawkwell fut le premier « procurateur » du University College, collecte de fonds pour le 750e anniversaire du collège en 1999. La bourse de recherche George Cawkwell en histoire ancienne a été créée au collège. Un bateau du University College Boat Club porte également son nom. Son portrait a été peint par l'artiste Daphne Todd.
George Cawkwell a épousé Pat Clarke en 1945. Simon Cawkwell (né en 1946), homme d'affaires et commentateur de la bourse, est son fils. 
En 1947, il joue dans l'équipe nationale écossaise contre l'équipe de France. En 2017, à l'âge de 95 ans, il serait le plus vieux joueur international de rugby encore en vie.
George Cawkwell est un érudit dans les humanités qui a surtout écrit sur l'histoire de la Grèce antique du IVe siècle av. J.-C..
Cawkwell est décédé le 18 février 2019 à l'âge de 99 ans.

## Œuvres
(Œuvres choisies)
- Philip of Macedon, London/Boston, Faber and Faber, 1978, 215 p. (ISBN 0-571-10958-6).
- Thucydides and the Peloponnesian War, Routledge, 1997, 162 p. (ISBN 0-415-16552-0).
- (en) The Greek Wars : The Failure of Persia, Oxford, Oxford University Press, 2005, 316 p. (ISBN 0-19-814871-2)[4]